# Henricia cylindrella
Henricia cylindrella is een zeester uit de familie Echinasteridae.
De wetenschappelijke naam van de soort werd in 1883 gepubliceerd door Percy Sladen.